# Rijsttafel

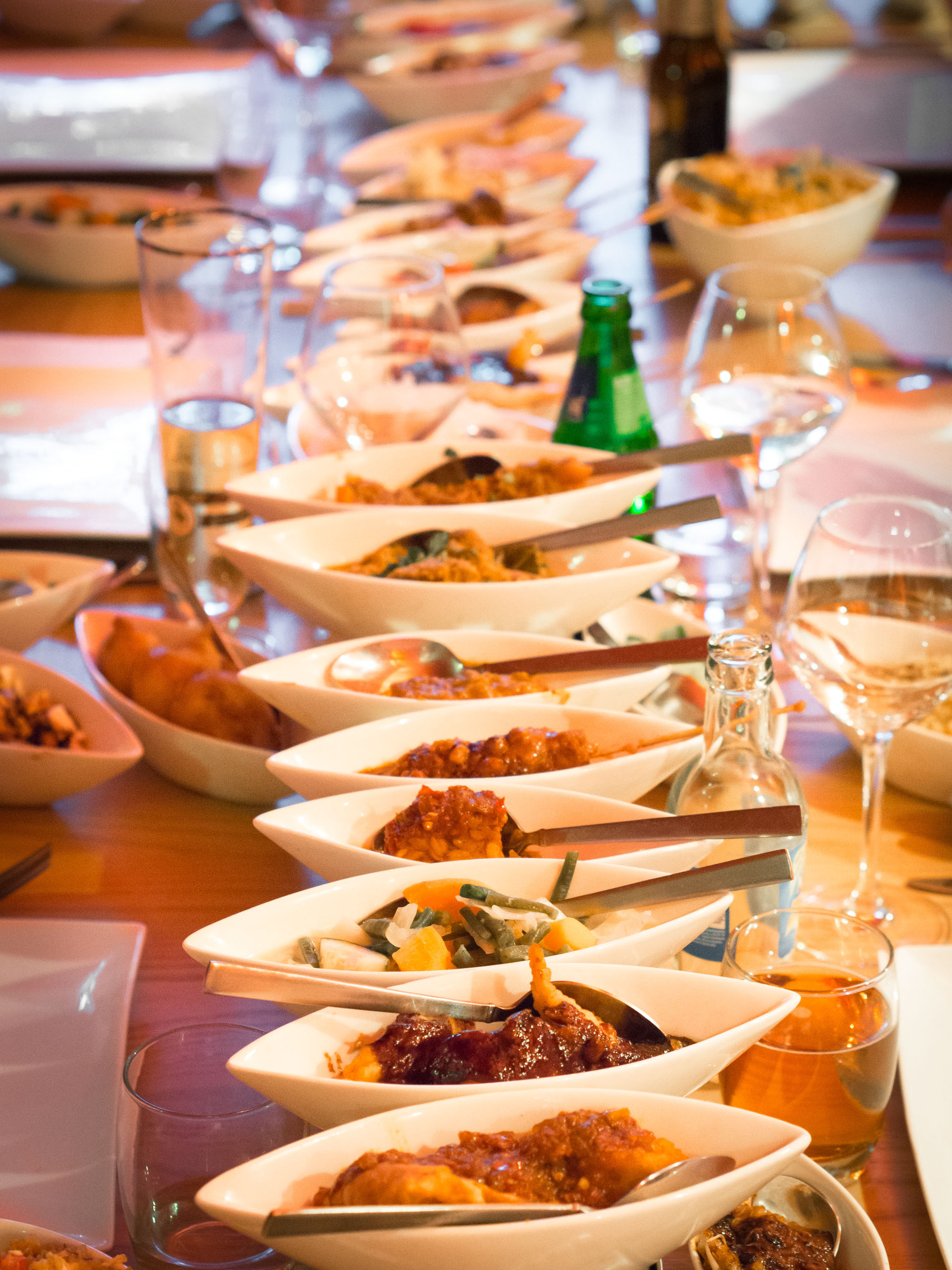
Una presentación elaborada de rijsttafel en un restaurante en La Haya, Países Bajos.

Una mesa indonesia de arroz o rijsttafel en holandés es una comida de origen indonesio que se compone de veinte o más pequeños platos de carne, pollo y verduras con diferentes grado de picante y que se acompaña con diversos tipos de arroz. Se suele presentar en pequeños cuencos sobre varias bandejas tipo brasero, con pequeñas velas en su interior para mantener la temperatura de la comida. Se atribuye su creación a colonos holandeses y es un plato típico en los Países Bajos, donde es fácil de encontrar en los muchos restaurantes indonesios de la capital. 
Por regla general se ofrecen entre treinta o más tipos de especias, se suelen incluir platos con ingredientes guarnición que son servidos en pequeñas porciones. Los platos servidos como guarnición más populares incluyen los rollos de huevo, los sambals, el satay, pescado, fruta, verduras, encurtidos, y nueces. 

## Origen
El conjunto de platos en su totalidad es muy popular en las colonias holandesas y es una adaptación de la cena en la cocina indonesa, y popular solo en Holanda. Sin embargo, gran parte de Hoteles y Restaurantes sirven este plato a los turistas en Indonesia.

## Composición
El número de platos servidos en la mesa indonesia de arroz depende fundamentalmente del número de invitados a sentarse en la mesa, en un restaurante, se suelen servir unas dos docenas de platos. en muchos restaurantes, los platos de guarnición se ponen alrededor de la mesa de invitados, cubriendo de esta forma la mesa con muchísimos pequeños platos.